# Gaborone
Gaborone [gaboˈroːnə, engl. gæbəˈroʊnɪ] (bis 1969 Gaberones) ist die Hauptstadt des Staates Botswana im südlichen Afrika. Sie hat 244.107 Einwohner (Stand Volkszählung 2022) und ist damit die größte Stadt des Landes.

## Geographie
Gaborone liegt im Südosten Botswanas am Fluss Notwane und ist der größte Ort im South East District – die Stadt ist jedoch selbstverwaltet. Die Stadt liegt auf rund 1000 Meter über dem Meeresspiegel. Im Südwesten Gaborones liegen die 1287 Meter hohen Kgale Hills. Ansonsten ist die Landschaft um Gaborone weitgehend flach.
Das Stadtzentrum ist als Halbkreis angelegt, wobei das Regierungsviertel das Zentrum bildet, von dem aus strahlenförmig Straßen in Richtung Osten führen. Die Mall, eine großräumige Fußgängerzone, bildet die Hauptachse. Neben der Innenstadt, die etwa ein Drittel der Stadtfläche einnimmt, gibt es die Stadtteile Gaborone West im Westen, Broadhurst North im Norden, Broadhurst South südlich davon und Village im Südosten. Im Süden liegt der Gaborone Dam, ein Stausee des Notwane.
Zeitweise galt die Stadt als eine der am schnellsten wachsenden Großstädte der Erde.

## Geschichte

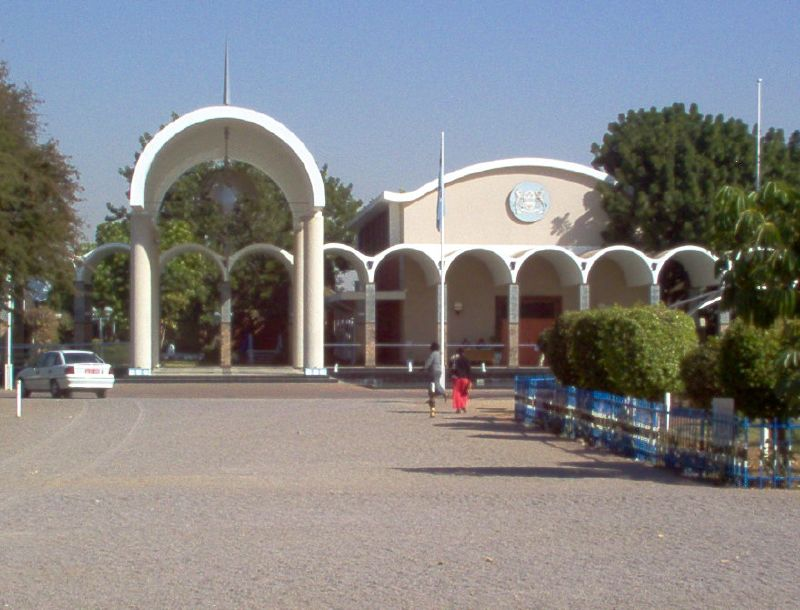
Der mit Arkaden gesäumte Eingang zum Parlamentsgebäude Botswanas

Die Stadt wurde 1890 durch das Oberhaupt der Batlokwa, Kgosi Gaborone Matlapeng, gegründet. Der Stadtname soll in etwa ausdrücken: „es ist nicht ungebührlich“ und bezieht sich auf das Häuptlingsamt. Von den britischen Kolonialbehörden erhielt die Stadt später den Namen Gaberones. Im Jahre 1965 kam der Regierungssitz des damaligen Betschuanaland vom südafrikanischen Mafikeng (heute Mahikeng) nach Gaberones. Damit begann der Ausbau der Stadt, die damals nur rund 1000 Einwohner hatte. 1966 wurde das damalige Gaberones Hauptstadt des unabhängig gewordenen Botswana. Seit 1969 heißt die Stadt Gaborone.
In den 1980er Jahren ereigneten sich hier mehrere Überfälle der südafrikanischen Armee auf im Exil lebende Mitglieder des ANC. Dabei starben 15 Menschen.
Bevölkerungsentwicklung
| Jahr | Einwohnerzahl |
| ---- | ------------- |
| 1964 | 3.855         |
| 1971 | 17.718        |
| 1981 | 59.657        |
| 1991 | 133.468       |
| 2001 | 186.007       |
| 2011 | 231.529       |
| 2022 | 244.107       |

## Sehenswürdigkeiten
Zu den Sehenswürdigkeiten Gaborones gehört das 1968 gegründete National Museum mit einer Art Gallery. Dort werden völkerkundliche und archäologische Exponate Botswanas gezeigt sowie Werke zeitgenössischer Künstler ausgestellt.

## Wirtschaft und Infrastruktur

### Wirtschaft
Die Funktion als Hauptstadt eines wirtschaftlich erfolgreichen Landes sorgte für wirtschaftliches Wachstum.
Die Südafrikanische Entwicklungsgemeinschaft (Southern Africa Development Community, SADC) hat ihr Hauptquartier in Gaborone. Diese Organisation wurde 1980 gegründet, um die wirtschaftliche Zusammenarbeit zwischen ihren Mitgliedsstaaten zu fördern und die Abhängigkeit vom damaligen Südafrika zu verringern. Nach dem Ende der Apartheid in diesem Land ist Südafrika ebenfalls Mitglied der Gemeinschaft geworden.
Als bislang einzige Automobilhersteller waren in den 1990er Jahren die Unternehmen Swedish Motor Corporation und Motor Company of Botswana in der Stadt ansässig.
Auch die nationale Wertpapierbörse - die Botswana Stock Exchange hat hier ihren Sitz.

### Verkehr
Gaborone liegt an der Eisenbahnstrecke von Kapstadt nach Harare. Der Personenverkehr in Botswana wurde 2009 eingestellt, jedoch 2016 wieder aufgenommen. Nördlich der Stadt liegt der Sir Seretse Khama International Airport. Fernstraßen führen parallel zur Bahnstrecke Richtung Norden nach Francistown und Süden Richtung Lobatse und Mahikeng. Weitere Fernstraßen führen über einen Grenzübergang nach Zeerust ins benachbarte Südafrika sowie auf botswanischem Gebiet nach Molepolole und in die Kalahari.

### Bildung
Gaborone ist Hauptsitz der Universität von Botswana, die 1982 gegründet wurde. Sie war lange die einzige Universität des Landes. Der Gaborone-Campus liegt zwischen dem Stadtzentrum und dem Stadtteil Village.
In einer Rangliste der Städte nach ihrer Lebensqualität belegte Gaborone im Jahre 2018 den 141. Platz unter 231 untersuchten Städten weltweit.

## Sport
Der Notwane FC ist ein erfolgreicher Fußballklub aus Gaborone, der sich bereits mehrfach für afrikanische Pokalwettbewerbe qualifizieren konnte. Er trägt seine Spiele im 22.500 Zuschauer fassenden National Stadium („Nationalstadion“) aus. Security Systems FC spielt im Molepolole Stadium in Molepolole. Andere Vereine wie Prisons XI Gaborone, Police XI (spielt in Otse, südlich von Gaborone), BDF XI (Sitz in Mogoditshane) spielen oder haben ihren Sitz in Gaborone.

## Städtepartnerschaften
- Burbank, Kalifornien,  Vereinigte Staaten[11]
- Zhejiang,  Volksrepublik China[12]
- Västerås,  Schweden[13]
- Sorong,  Indonesien

## Sonstiges
Eine Reihe von Kriminalromanen des Schotten Alexander McCall Smith, die auch ins Deutsche übersetzt wurden, spielen in Gaborone. Sie wurden auch als Fernsehserie verfilmt. Im Mittelpunkt steht die fiktive erste Privatdetektivin Botswanas, Mma Precious Ramotswe.

## Söhne und Töchter der Stadt
- Diphetogo Selolwane (* 1978), Fußballspieler
- Alister Walker (* 1982), botswanisch-englischer Squashspieler
- Joel Mogorosi (* 1984), Fußballspieler
- Bokani Dyer (* 1986), botswanisch-südafrikanischer Jazzmusiker
- Lydia Jele (* 1990), Sprinterin
- Pako Seribe  (* 1991), Sprinter
- Rajab Otukile Mahommed (* 1997), Boxer
- Naomi Ruele (* 1997), Schwimmerin
- Brandon Wilson (* 1997), australisch-botswanischer Fußballspieler